# Шёнборн, Иоганн Филипп фон
Иоганн Филипп фон Шёнборн (нем. Johann Philipp von Schönborn; 6 августа 1605, замок Лаубузешбах, Таунус — 12 февраля 1673, Вюрцбург) — курфюрст-архиепископ Майнцский (с 1647 года), епископ Вюрцбургский (с 1642 года), епископ Вормский (с 1663 года). Один из идеологов Вестфальского мира.

## Биография
Иоганн-Филипп принадлежал к аристократическому роду Шёнборн, известному в регионе реки Лан с XIII столетия. Отцом его был амтман на службе у майнцкого курфюрста Георг фон Шёнборн, мать — Барбара фон дер Лайен. Некоторые члены семейства фон Шёнборн в XVI столетии приняли протестантизм, и по некоторым сведениям сам Иоганн Филипп в младенчестве был крещён по протестантскому обряду, однако затем воспитывался матерью в католической вере. 
Образование получил в иезуитском коллеже Майнца, затем учился юриспруденции в Орлеане и в Сиене. с ранних лет готовился к духовной карьере. В 1621 году становится каноником в Вюрцбурге, в 1625 году — в Майнце. В 1626 году принял миропомазание в Майнце, в 1629 году становится членом соборного капитула в Майнце. 
В 1631 году, во время Тридцатилетней войны, бежит перед наступающей на Майнц шведской армией в Кёльн, где к этому времени собралась практически вся духовно-католическая верхушка Священной Римской империи. Здесь Иоганн-Фридрих знакомится с оказавшим впоследствии на него значительное влияние иезуитом Фридрихом Шпее фон Лангенфельдом, активным противником развернувшихся в Германии и Австрии XVII столетий так называемых «процессов против ведьм».
8 сентября 1642 года Иоганн-Филипп становится епископом Вюрцбурга, заняв этот пост, активно занимается улаживанием противоречий между воюющими в Тридцатилетней войне сторонами, приведшим в результате к Вестфальскому миру 1648 года. Убедившись в том, что выиграть войну против франко-шведской коалиции Священная Римская империя не в состоянии, епископ начинает зондировать почву для широких переговоров. Однако так как его собственная позиция в данном вопросе была слаба, Иоганн-Филипп ищет союзников, и находит такого во французском первом министре Жюле Мазарини. Заботясь о сословных правах германской земельной аристократии, епископ добивается рассмотрения её привилегий на Вестфальском конгрессе и посылает туда делегацию. На активную деятельность Иоганна-Филиппа обращает серьёзное внимание как императорский двор в Вене, так и французское правительство. Имперское правительство увидело угрозу в расколе между своей жёсткой централизаторской политикой и местными владетелями в Германии, и пошло на целый ряд уступок на Вестфальских переговорах. Так как на переговорах, по настоянию Швеции, рассматривались также и религиозные вопросы внутри Германии, Иоганн-Филипп был и здесь готов к компромиссам — чем, однако, вызвал недовольство папы и его представителя, нунция Фабио Чиги .
Не в последнюю очередь благодаря своей блестящей роли на Вестфальских переговорах в Мюнстере и Оснабрюке, Иоганн-Филипп 19 ноября 1647 года избирается майнцским соборным капитулом — архиепископом Майнцским. Город тогда занимали французские войска, и символический ключ от Майнца Иоганн-Филипп получил от французского коменданта, Шарля-Кристофа де Мазанкура (от которого архиепископ, впрочем тут же «с величайшей скромностью и вниманием» отказался). Утверждён он был папой Римским лишь в сентябре 1649 года — как из-за отсутствия средств, необходимых для уплаты необходимых пошлин, так и в связи с поддержкой во время переговоров Иоганном-Филиппом позиций протестантских князей Германии.

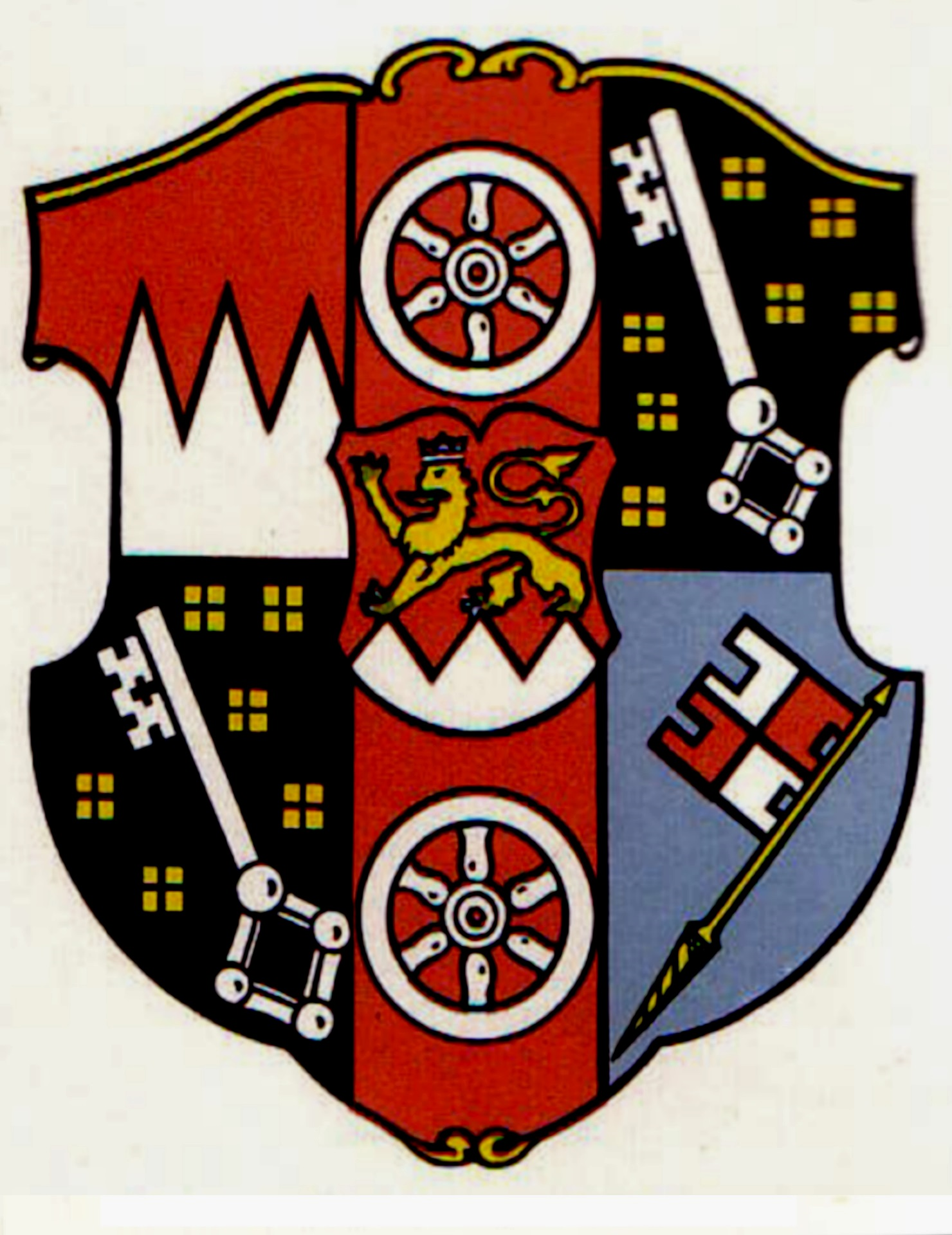
Герб архиепископа Майнцского, князя-епископа Вормского и Вюрцбургского

В связи с тем, что пост архиепископа Майнцского одновременно передавала Иоганну-Филиппу должность канцлера Империи и титул имперского курфюрста, ему приходилось включиться в самую суть государственной внешней и внутренней политики. Оставаясь при этом также епископом Вюрцбургским, он в 1663 году становится также епископом Вормса. Сохранение достижений Вестфальского мира 1648 года, к заключению которого архиепископ приложил огромные усилия, является главной целью его работы в области европейской политики. Для этого он работает над планами различных военных и государственных союзов, способных предотвратить возникновение новой войны. В связи с этим он постоянно работает как посредник между Империей и Францией, зачастую употребляя всю весомость своего авторитета как политического и церковного деятеля. тем более, что часть имперской территории была по-прежнему занята французской армией — в том числе и сам Майнц.
Первоначально политика Иоганна-Филиппа была полностью ориентирована на императорский курс, на Вену. Однако, убедившись в том, правительство в Вене практически игнорирует интересы территорий внутри Германии, архиепископ с 1655 года переориентируется на Францию. В 1658 году, во время выборов императора Священной Римской империи, он длительное время не решается поддержать Леопольда I — так как на имперскую корону также претендовал и французский король Людовик XIV. Тем не менее в конце концов архиепископ (как курфюрст) отдал свой голос в пользу Леопольда. В том же году, 15 августа, Иоганн-Филипп объявляет о создании Рейнского союза, призванного укрепить позиции территориальных княжеств при венском дворе и стать противовесом французскому влиянию. Гегемонистская политика французского «Короля-Солнце» заставляет архиепископа в 1661 году полностью перейти на позиции австрийского императора во внешней политике. Так как сохранение условий Вестфальского мира гарантировало дальнейшее сохранение позиций католической церкви в Империи, положение духовных княжеств внутри неё и размежевало, гарантировало границы между протестантскими и католическими территориями.
После окончания войны архиепископ прилагает значительные усилия и средства для хозяйственного возрождения Майнца и прилегающих территорий, возвращению сюда после многолетних опустошений и эпидемии чумы переселенцев. Занимался также активной деятельностью по совершенствованию церковной обрядности и служб, переводу и адаптации религиозной литературы (Библии и катехизиса), был одним из первых церковных владык в Священной Римской империи, запретившем проведение «ведьмовских процессов» на подчинённой ему территории. В 1662 году основывает «библиотеку Мартинуса», старейшую научную библиотеку в Майнце. При правлении Иоганна-Филиппа в Майнцу строится грандиозная крепость, фактически Майнц превращается в город-крепость, здесь организовывается городская милиция, подчинённая комедланту крепости. В городе также возводятся многочисленные здания в стиле барокко. В перешедшем после Вестфальского мира к Майнцкому архиепископу городу Эрфурт Иоганн-Филипп также возводит новую цитадель Петерсбург и модернизирует старую цитадель Кириаксбург.
В отношении протестантов архиепископ придерживался политики терпимости. При его дворе работали многие лютеранские учёные, в том числе и молодой Готфрид Вильгельм Лейбниц. Иоганн-Филипп лично присутствовал при крещениях согласно протестантскому обряду. Архиепископ придерживался той идею, что ещё возможно найти компромиссное решение между этими ветвями западного христианства и примирить их. В то же время он был достаточно нетерпим к иудеям. Так, в 1642 году он изгнал всех евреев из Вюрцбурга с запрещением селиться в городе и впоследствии. Этот закон действовал в городе вплоть до 1803 года.
При жизни получил титулы «Немецкого Соломона» и «Отца Отечества». В последние годы жизни страдал от почечной недостаточности. Похоронен в Вюрцбурге, сердце же захоронено в Майнцском соборе. Памяти Иоганна-Филиппа фон Шёнборна в павильоне памяти Вальгалла установлен его бюст работы Христиана Фридриха Тика (1818).